# もっと 姉、ちゃんとしようよっ!
『もっと 姉、ちゃんとしようよっ!』（もっと ねえ ちゃんとしようよっ）は、2010年7月30日にきゃんでぃそふとより発売された18禁恋愛アドベンチャーゲーム作品、および、それを原作とした作品群。

## 概要

### もっと 姉、ちゃんとしようよっ!
きゃんでぃそふとの過去作品『姉、ちゃんとしようよっ!』『姉、ちゃんとしようよっ!2』に続くシリーズとされているが、ストーリー・キャラクターとも一新した新作となっている。前作までのキャラクターは登場せず、BGMや一部の背景画像が使われているだけだが、同社の別作品『つよきす2学期』の登場人物がカメオ出演している（『つよきす』から5年後の世界が舞台）。作中の時間軸は2010年となっている。
作品ジャンルとして「新・姉属性ハートフル恋愛アドベンチャー」を謳う。企画・ディレクションのマイルドセブンスターによれば、姉ヒロインとの恋愛が主な作品テーマだが、「家族」や「自分の居場所」も大きなテーマとなっており、主人公とヒロインの2人の恋愛だけでなく、他の姉や家族との関わりも描いている。
原画のすめらぎ琥珀は、姉妹ブランドのういろうそふと作品『茉莉子さん家の性事情 〜伯母さんは僕のモノ〜』での仕事が縁で、本作品でも原画を担当した。すめらぎによれば、各キャラの髪型や性格などがきちんと設定されていたのでキャラデザインには苦労しなかったが、キャラ数が多いため服装にバリエーションをつけるのが難しかった。また、普段の仕事ではあまり描かない男性キャラを描けて楽しかったという。
シナリオは新人であるかずきふみが担当した。

### もっと 姉、ちゃんとしようよっ! アフターストーリー
『もっと 姉、ちゃんとしようよっ!』のファンディスクで、本編エンディングから約半年後の物語がヒロイン毎に描かれている。最初にどのヒロインのアフターストーリーをプレイするか選択するようになっており、各ストーリーはすべて別次元の話になる（おまけのシナリオも含める）。作中の時間軸は2011年3月半ばから始まっている。
本編に続いて企画・ディレクションを務めたマイルドセブンスターによれば、本編をプレイしたユーザーから「もっとイチャラブな後日談を」という声が多かったことから、ファンディスクの制作が決定した。また、ブランドとして「本編のその後」を描いた続編作品が無かったため、この機会に作ってみたい意図もあったという。

### もっと姉、ちゃんとしようよっ! +PLUS
コンシューマー移植されたPlayStation Vita/PlayStation Portable版。新ヒロイン・和泉わかばが追加され、新規CGの追加・文章の調整・薬師るりによる新主題歌の追加などが行われている。

## 歴史
- 2010年5月11日 - 音泉にてラジオ番組「もっと!姉、ちゃんと聞いてよ♪」を隔週で配信開始
- 2010年7月30日 - パッケージ版『もっと 姉、ちゃんとしようよっ!』限定版の発売開始
- 2010年8月13日 - 「コミックマーケット78」にて『咲坂ひだりキャラクターソングCD』発売
- 2011年4月6日 - パッケージ版『もっと 姉、ちゃんとしようよっ!』通常版の発売開始
- 2011年6月24日 - パッケージ版『もっと 姉、ちゃんとしようよっ! アフターストーリー』限定版の発売開始
- 2012年11月30日 - 『もっと 姉、ちゃんとしようよっ!』『もっと 姉、ちゃんとしようよっ! アフターストーリー』の2本をセットにした『もっと 姉、ちゃんとしようよっ! 限定ダブルパック』発売開始
- 2014年5月29日 - PlayStation Vita/PlayStation Portable版『もっと姉、ちゃんとしようよっ! +PLUS』がnetrevoより発売[6][7]

## あらすじ
北海道の学校に進学し寮生活を送っていた主人公、一条走馬の下に「父が倒れた」との連絡が入った。急ぎ帰省した走馬は窶れ果てた父の昌和を目の当たりにし、もう長くない父の余生を共に暮らすべく帰郷を約束。北海道の学校を卒業後、父が学園長を勤めていた高校に進学を決めて我が家に戻ってみたのだが、そこには元気いっぱいの昌和が。実は昌和はぎっくり腰で寝ていただけであり、これを知人の医者と共謀して利用、姉たちを騙した上で走馬を帰郷させる魂胆であったことが判明し激怒する走馬だったが故郷での新しい生活を始めざるを得なかった。だが、走馬には重く圧し掛かったままの蟠りがあった。養子である走馬は育ての母である月子の傍にいながら逝ってしまったことに気付けなかったことがショックで、一条家の厄介者だと自分を責めていたのだった。義理の姉達から母親を奪った負い目に耐えられず、北海道へと逃げた三年間だったが戻ってみてもそれは変わらず、ついに姉たちに心の中に封じていた自責の念を語り、家を出ることを打ち明ける。しかし、長女の楓子は否定した。幼いながらも母の最期を孤独にさせなかった走馬の愛情に心から感謝し、走馬を一人で悩ませていたことへの後悔を語ってくれた。家族の愛情を確信し、晴れて円満な家庭の中で新しい学園生活を始めることになった走馬に、生まれて初めての恋愛が始まろうとしていた。

## 登場キャラクター
担当声優は18禁版 / コンシューマー版の順。

### 一条家
一条 走馬（いちじょう そうま）
声：なし
誕生日：12月10日 身長：173cm 血液型：B型
主人公。一条家の長男であり末っ子。幼少の頃に実の両親を交通事故で亡くしており、親類縁者もいない（事にされた）彼を見かねた義母の月子が一条家に引き取る提案をしたことによって養子となった。重い病に悩まされた月子の傍で自分が眠り込んだために異変に気付けず急逝したことを後悔していた。そのせいで物事を内向的に考え早合点する傾向が強く取り越し苦労が多い。また、悩み事が表情に出てしまう体質で、嘘をつく際に独特のクセがあるので隠し事も出来ないタイプ。温厚で誠実な性格のため走馬を慕う人も多く、親友の千鳥からも「お前が人殺しになっても味方してやる」と信頼を得ている。特技はカードゲーム全般（特にポーカーは凄腕で駆け引きやテクニックは相当なものがある）。成績は中間位で部活動にも特に所属していないが、一度覚悟を決めて取り組むと優れた成績を出すことが出来るなど、実際には非常に優秀な人間でもある。
実の両親は『和泉桂馬』『和泉早苗』といい八角橋商店街のパン屋に勤めていた（母親は天条学園の購買部で働いており、購買のパンは桂馬が卸していた）。特に母親同士親友でもあり一条家・明日原家と共に家族ぐるみの付き合いをしていた。
名の由来は両親から来ており父の『馬』と母の『早い』をあわせて『早馬』となるのを格好を付ける為に『走馬』にしている。
一条 楓子（いちじょう ふうこ）
声：真中海 / 櫻井浩美
誕生日：10月6日 身長：161cm 3サイズ：B84/W61/H87 血液型：O型
一条家の長女で母親的な存在で容姿スタイルともに評判の美人だが恋愛経験がない。家事仕事を通じて家族への惜しみない愛情を注いでおり、家事に対して強いプライドを持っているため苦労や努力も惜しまない。その腕前は既にプロの領域に達しているほどで、一条家の日用品は一通り楓子の手が加わっていたり、近所の犬の服を1から作れるなど多岐にわたる。
学生時代から母に代わって家事全般を行っていたため社会に出たことがないこと、母と同一視されることにも強いコンプレックスを持っている（髪型をポニーテールにしているのはそのままだと月子に似過ぎている為でもある）。明るくおっとりとした性格だが曲がったことを嫌う厳しい面も持ち、父親にも頼りにされている。ただ、甘いものが好きでアイスクリームやプリンを買い込んだり、夜中にこっそり食べようとして次女の灯華に叱られることもある。またアルコールに極めて弱く「ウイスキーボンボン」一個で泥酔する上に酒癖が悪い（泣き上戸）。壊滅的な方向音痴で地図を正しく読めない。明日原ミサとは幼い頃からの親友（誕生日が一日違いでミサのほうが早い）。
嬉しい事や困ったことに直面するとすぐに泣き顔になるほど涙腺は緩い方である。また、赤ん坊の頃の走馬を知っていることから解るように20代の半ばを折り返した年齢に達しており、年齢・肌・スタイル・体重といった単語には非常に厳しい。
一条 灯華（いちじょう とうか）
声：一色ヒカル / 田中涼子
誕生日：8月11日 身長：164cm 3サイズ：B91/W58/H84 血液型：A型
一条家の次女で走馬たちが通う学校の学園長。元は同校の新米教師であったが父が現役を退くと、その後を継いで一条家の大黒柱となり、弟や妹への教育費用のために厳しく家計を取り仕切っている。学園内でも気丈に振る舞い、生徒達からも慕われる教師であるが、自宅に戻ると寝巻き姿のままで自堕落に過ごすことが多い。のんびりとした性格で感情的になることがなく、教師としての厳しさも見せるが姉弟たちには寛容に接する場合がほとんど。頭の回転が速すぎる事と鋭い人物観察が相まって他人には理解し辛い助言をすることもあるので掴みどころのない性格に見えるが実は甘えっ子。悩みを内に秘めるタイプで恋愛経験もないので走馬に対して嫉妬深く、我侭な態度を示すことがある。楓子とは対極的に大変な酒豪でもある。趣味は「走馬いじり」。
本人も自覚しているが軽度のファザコンであり、彼女の甘え病の原因は父昌和にある。
一条 境（いちじょう きょう）
声：海原エレナ / 氷青
誕生日：12月28日 身長：178cm 3サイズ：B85/W59/H84 血液型：A型
一条家の三女。長身で運動能力に優れた大学生。教育学部専攻なので走馬の学校で体育の補佐もしている。剣道の腕前はかなりの物。物静かな性格のためにクールにみえるが、かなりの恥ずかしがり屋で恋愛経験もなく非常に奥手。人付き合いが得意ではないので家でも独りで過ごしていることが多い。寡黙で威圧感があるが妹たちの面倒見がよく姉たちにも信頼されている。愛犬のコマともよく散歩に行く。外見に似合わず怖がりで怪談話などは大の苦手だが、霊感が強く大学で知り合ったオカルト好きの埠頭みさきとは交友関係にある。時折その場の空気が読めないことがある。取り寄せ注文するほど牛乳が大好物で料理はミルク粥しか作れない。就寝時はパンティ1枚というかなり過激な格好である。
非常に優れた身体能力（超人一族である橘家出身の麒麟児を一蹴するほど）も備えており、体育関連では負けなしといえる。ただし、本人は荒事や目立つことが本質的に大嫌いで進んで活躍しようとは思っていない。また、大変な口下手でもあるので誤解を招きやすい性質をしている。
実は大変嫉妬深く、普段大人しい反面怒りを爆発させると極めて攻撃的になる（全ヒロイン通じて走馬に本気でキレたのは境のみ）。
趣味の散歩は主に夜にしているがそれには深い理由が存在している。
一条 鈴音（いちじょう すずね）
声：理多 / 平井理子
誕生日：3月6日 身長：157cm 3サイズ：B83/W56/H82 血液型：O型
一条家の四女で走馬と同じ学園の三年生。家族の中で最も明るい性格で行動派。妹の澪緒を一番可愛がっており自宅では同じ部屋を二人で使い行動を共にすることも多い。笑いを取ることが好きで体を張ることさえあるが裏目に出て失敗することも多く、校内でも「学園のアイドル（残念な方）」と言われてショックを受ける。一見するとただのお転婆に見えるが学校の成績は優秀で家事も一通りをこなせる面がある。以前はぽっちゃりした体型だったが、最近になってダイエットに神経を使っている。好物は炭水化物全般で特に『お米』。
身体能力も高く、足の速さ/持久力では走馬よりも上。家族の承諾を得てアルバイトをしているが、詳細については楓子や灯華、昌和しか知らない。
父の昌和とも仲が良く、昌和もまた鈴音を大変可愛がっている（5人姉妹で唯一交際に反対したのが鈴音に対して）。二人揃う時はほぼ確実に漫才のようなやり取りが始まる。
一条 澪緒（いちじょう みお）
声：桜あずき / 又吉愛
誕生日：7月30日 身長：145cm 3サイズ：B73/W50/H75 血液型：O型
一条家の五女。小柄で稚拙な話し方をし、誰でも「〜ちゃん」付けで呼ぶ。いつも母の形見であるクマのぬいぐるみ（アームストロングという名前で雄ということになっている）を手放さないので幼く見えるが、走馬に対する姉としての愛情も深い。学校では走馬と同じクラスで登下校時も行動を共にすることが多く、周囲からは大変な甘えん坊と誤解されているが、走馬を甘えさせるためにとっている行動で麒麟児が見抜くまで誰も気付かなかった。勉強に対する苦手意識が強い（実際には解けるのだが上手に纏めることができない）ので成績は揮わないが、得意のビデオゲームで見せる集中力の高さは知能の高さを伺わせるほど。また、アニメへの造詣も深くアニメ主題歌を歌っていた咲坂ひだりの大ファンでもある。非常に高い動体視力を持っていたり、勘が鋭く周囲の些細な変化にも気付きさりげなく気遣いを見せるほど繊細な面も持っている。漫画やゲームの好みはアクションやバイオレンスなものでぬいぐるみの収集等もしていない。
その見かけに反し高校生になった今でも背が伸び続けており、走馬は数年以内に明日原家の双子位の身長で、見た目はミニ境的な感じになると予想している。また、性格的にも三女の境にとてもよく似ている。
彼女は幼い見た目や反応、母と接する時間が少なかった事などで家族から過剰に世話を焼かれたり意図的な情報（主に性関連）の制限を受けているためいわゆる「箱入り娘状態」となっている。
ASでは心境の変化から髪を伸ばし始めたり、姉たちと大きく違う自分のスタイルに強いコンプレックスを抱くようになっている。
一条 昌和（いちじょう まさかず）
声：比留間京之介 / 小林範雄
誕生日：11月1日 身長：170cm 血液型：A型
走馬の育ての親であり一条家の大黒柱。元は走馬の通う学校の学園長。激務からの過労で初期の癌を発症し、完治してからは現役を退いて飄々と生活している。普段は家のことを長女の楓子に任せっきりで家を開けていることが多い。三年前に走馬の独り暮らしを了承したのは息子のことを思ってのことだった。何かに付けて予想外の行動をとって周囲を驚かすことを趣味にしている性格は、娘の鈴音の受け継がれている。なお、婿養子である。
一見陽気でちゃらんぽらんな中年だが、実は大変真面目な思いやり深い人物で、何事にも真剣で根をつめて取り組むタイプの人間。こういった性格は次女の灯華へ確実に受け継がれている。
ふざけている時に「いやだ〜〜ん」等といって笑顔で口から舌を出す癖がある。
コマ
声：北都南
いつの間にか一条家に居ついた犬。コマという名前は月子に名付けられたもの。三女の境と行動を共にすることが多いが、他の姉たちにもよく懐いている。ただし走馬には噛み付こうとする。境のエピソードで正体が判明する。
月子（つきこ）
声：真中海
昌和の妻で走馬が幼い頃に他界している。走馬のクラス担任の織部静の幼馴染で親友でもあった。彼女の面影は長女の楓子が継いでいる。晩年、重病のため入院をしていたが自宅療養に切り替え家に戻り、毎日見舞ってくれる走馬のことを日記に書き記している。走馬が眠り込んだ時に他界したため、彼にとっては大切な育ての母である以上に、心に暗い影をもたらした楔となっていた。走馬の夢や回想シーンで登場(主にボイスのみ)。
元は天条学園理事長を務めていた教育者でもあるのだが、更に誰にも知られていない一面も持っており、それは境のシナリオで明らかとなる。
なお、一条家は天条学園の創設一族であり、理事長は代々一条家の人間が勤めることが慣例となっている。

### 明日原家
明日原 ミサ（あすはら みさ）
声：かわしまりの / 瑞沢渓
誕生日：10月5日 身長：167cm 3サイズ：B86/W58/H85 血液型：B型
フランス人のハーフで明日原家の長女。楓子とは幼馴染の親友で同じ天条学園に通った同窓生だが波長が合わないせいで喧嘩も多い。現在は不動産開発会社に勤務する社会人。才媛であり語学も堪能、仕事もそつなくこなせるキャリアウーマンである。プライドが高く物怖じしない女王様気質であるため、走馬と千鳥には「お姉様」と呼ぶよう強要するが、根は優しく真面目。走馬を自身の弟のように可愛がっており過剰な愛情表現で楓子と喧嘩になることもあるが、走馬の危機の際には何度も手助けしている。最近になって母のマリアが庭で行っていた家庭菜園を引継ぎ手入れをして、ハーブや野菜など栽培している。酒好きなので、酒はかなり飲めるが、楓子と双璧を成すほど酒癖が悪い（極度の絡み酒）。また、家事の類は一切出来ない。
天条学園に通っていた頃には様々な伝説を残したことでも有名であり「百人斬り」「鉄壁」等の異名を持っているが、それを面白がって尾ひれを付けて流布していたのは楓子と同じく同窓の富士見不動である。
明日原 アルル（あすはら あるる）
声：桜川未央 / 小林眞紀
誕生日：6月29日 身長：150cm 3サイズ：B84/W56/H81 血液型：B型
ミサの妹でクララとは双子の姉妹。気難しい性格で怒りっぽい（実際には非常に気が小さく照れ屋）。走馬とは幼馴染でもあるが、3年ぶりに戻った走馬になぜか激しい怒りをぶつけている。短気な性格が災いして友達が少なく内面はとても寂しがり屋なのでいつもクララと行動を共にしている。料理は苦手というよりやったことがないので出来ないタイプ。クララとは対照的な性格で服の趣味も違う。
明日原 クララ（あすはら くらら）
声：桜川未央 / 小林眞紀
誕生日：6月29日 身長：150cm 3サイズ：B84/W56/H81 血液型：B型
ミサの妹でアルルとは双子の姉妹。おっとりとして明るく人当たりもいいが、男子生徒に思わせぶりな態度を示して結局は相手にしないので、女子たちの評判は芳しくない。走馬に対しても積極的なアプローチを見せているが結果的には戸惑わせているだけで掴みどころがない。料理は得意で店の手伝いもする。いつもアルルと行動を共にしているが、性格は対照的。アルルとは違いクラブ活動にも参加している。
明日原 千鳥（あすはら ちどり）
声：夏木田栄 / 水橋かおり
誕生日：3月15日 身長：160cm 血液型：O型
明日原家の長男で末っ子。非常に口が悪く皮肉屋だが、走馬の幼い頃からの親友であり良き理解者でもある。訳あって休日など自宅に居るときは女装している（「男の娘」）が本人は趣味だと言っている。その容姿は極めて美しく、女装姿に麒麟児が即座に交際を申し込むほど。博識で学校の成績はいいがスポーツが大の苦手で腕相撲では年下の少女にも劣る。走馬たちの間では「ツッコミ役」で、とてもクールに見えるが誰に対しても面倒見がよく家庭の中では最も頼りにされている。家事全般も得意であり料理の腕も確かで、鉄板焼きやお好み焼きへの強いこだわりを持つ。
明日原 士郎（あすはら しろう）
声：一条和矢 / 同左
誕生日：11月22日 身長：168cm 血液型：B型
明日原家の大黒柱で八角橋商店街でお好み焼き屋「お好み道場」を営んでいる。物静かな人間で気が弱い面があるが人当たりが良い。昌和とは幼い頃からの付き合い。かつてはマリアというフランス人女性を妻に迎え夫婦で店を切り盛りしていた。
現在では非常に柔和な印象を持った人物なのだが、その実若い頃はかなり破天荒な人生を送っていたようで、昌和と二人で海外を巡り暴れまわっていたり（中東の危険地帯をうろつくなど）、複数の女性と同時に関係を持っていたりと人は見た目によらないという好例でもあるだけでなく、その本質は確実にミサや千鳥の攻撃的な性格として遺伝している。
マリア
声：なし
士郎の妻でミサ達の母でもあるフランス出身の女性で大変な美人。走馬が北海道にいた3年の間に姿を消してしまっており本編には出てこない。
明るくおっとりとした性格はクララに受け継がれている。一条家と明日原家の庭にあった垣根を撤去し現在のような見事な庭園にしたのはマリアの趣味の賜物である。

### 学園の登場人物
橘 麒麟児（たちばな きりんじ）
声：いちごみるく / 白石稔
誕生日：1月21日 身長：183cm 血液型：B型
走馬のクラスメイトであり友人の一人。進学のために引っ越してきて現在独り暮らしをしている。澪緒とは趣味が合い、ネットゲームをしたり、アイドルの咲坂ひだりのライブを見に行ったりもしている。武術（橘流葬兵術）の経験があり運動能力は抜群だが、粗暴な振る舞いをみせることはない。明るく元気で物怖じしないタイプで一行のムードメーカー的存在。
勉強面では毎回赤点とぱっとしない、下ネタ大好きと欠点も多いが友人の危機には必ず駆けつける等仲間思いであり、周囲の人間関係の観察も大変鋭い。また、他の橘家の面々と違いかなりの常識人でもあり、無闇にその超人的な能力を見せ付けることは少ない。半面鍛錬はサボりがち。
本人曰く「平和主義者」で『欲しいものは力で奪え！ それが橘だ』という考え方の親戚一同とは明らかに違った価値観を持って生きている。強くなることが目的の鍛錬も「厳しいばっかりでつまらない」という（体を動かすのは大好きなのでスポーツとしての武道は好きである）。
従姉の瀬麗武（せれぶ）は「つよきす2学期/3学期」のヒロインの一人であり、今作にカメオ出演している（現時点では大学生で英語の教員を目指している）。つまり橘幾蔵・平蔵兄弟から見ると麒麟児は甥に当たり、この兄弟には更に兄か弟がいることになる。
富士見 流動（ふじみ りゅうどう）
声：蘭丸 / 田丸裕臣
誕生日：11月7日 身長：175cm 血液型：A型
学園の自治会長を勤め成績も優秀でスポーツも万能、剣道部にも属している。他の生徒とは違い自治会長の証である白い学ランを着用、掛けているメガネは伊達である。真面目な性格に見えるがさらっと下ネタを発言したりすることもあり、若い女性に興味もある。走馬とは旧友関係。キザではあるが嫌味が無く走馬たちと行動することも多い。ただし、女性が苦手でまともに会話すらできないので、話相手になれる女性は限られている。なお、片思いの女性は境。
入学して以来仮面優等生を心がけているが、一方で女子更衣室の覗きスポットを開拓したり屋上の鍵を私的に利用したり人目に付かないところではそれなりの悪巧みも行っているなど油断のならない人物である。
なお友人は非常に少ない模様である（常に一人ぼっちである描写が多い）。
クローディア・ギグス
声：楠鈴音 / 鳴海エリカ
誕生日：9月25日 身長：162cm 3サイズ：B79/W55/H82 血液型：O型
流動と同じく自治会に籍を置き、女性自治会員で構成された「花組」の代表でもある純血のイギリス人。両親が熱烈な親日派で「大和撫子」として育てたおかげで言葉遣いが丁寧で古式ゆかしい。幼い頃は外国人の子供という好奇の目で見られ友達ができなかったが、その時に自分を救ってくれた少年の記憶が今でも彼女を支えている。学園では女子人気も高いが特に友人のシャンティは「お姉様」と呼んで慕っている。
困っている人には迷わず手を差し伸べるような極めて優しく思いやり深い人物なのだが、反面強く嫌と言えないところがある。しかし、一方的に理不尽な要求を受け入れるばかりではなく自分にとって恩ある人物や尊敬する者への侮辱には強く反抗する。
非常に物腰丁寧で上品な話し方をするのだが、語感の近い単語を間違って使う癖（メイドが冥土になっていたりする）があり、常に一緒のシャンティに指摘訂正されつつ珍妙なやり取りをするのは日常茶飯事となっている。
学園で登場する女性の中で唯一、攻略が可能。
シャンティ・スーラ
声：かわしまりの / 瑞沢渓
誕生日：7月16日 身長：157cm 3サイズ：B82/W58/H83 血液型：B型
インド人で走馬のクラスメイト。生まれも育ちも日本で日本語しかしゃべれない。クローディアを「お姉様」と慕い、彼女を妄想することで鼻血と涎を同時に垂らす奇癖がある。普段は大人しく真面目な性格で、澪緒とも仲がいい。面倒見が良い朗らかな性格に見えるがクローディアを悪くいう者などには恐ろしい形相をして辛らつな発言をする二面性がある。放課後は積極的に自治会へ参加している。
別名「八角橋の破壊神」といい、あまりにも目に余る言動をする相手には正に鬼神の如き形相と戦闘能力を発揮する。その際は一つに纏めた髪を解くのだが、オーラのようなものを立ち上らせ髪が蛇のようにのたうっている。口調も非常に荒っぽくなる。
クローディアを慕っているように見えて誰にも秘密で意中の異性もいる。
織部 静（おりべ しずか）
声：北都南 / ひと美
誕生日：1月3日 身長：165cm 3サイズ：B89/W60/H87 血液型：A型
学園で走馬のクラス担任を受け持ち剣道部の顧問を担当。走馬の母の月子とは無二の親友であり父の昌和とも友人（静は昌和の後輩）である。現在は学園長の灯華を影ながらサポートし、走馬にも母親のように気遣うこともある。豪快でざっくばらんな性格の持ち主なため、学校行事の細かい仕事を失念することもあるが諧謔を解しユーモアもあるので生徒の人気も高い。なお、現在も独身である。
年齢が正に親子ほども違う楓子が羨むほどの美肌とスタイルの持ち主。また、とてつもない酒飲みで旧知の仲の昌和に「酔ったお前は面倒だから一緒に呑みたくない」と退散させるほど。

### その他
咲坂 ひだり（さきさか ひだり）
声：理多
売り出し中のアイドル歌手で愛称は「ひだりん」。歌唱力はあるが極度のあがり症でステージ上では吃弁が激しく失敗も多い。アニメ主題歌を歌ったこともあり、澪緒や麒麟児は彼女の大ファンである。テレビなどで大きく取り上げられることはないがインターネットでは有名。現在は社長と共に成功を目指して奮闘中である。
社長
声：一条和矢
咲坂ひだりが所属する芸能プロダクションの社長。嘗ては敏腕を謳われた大きな事務所の社長であったが、大手プロダクションからの引き抜きをひだりが蹴ったために、これに激怒した大手プロダクションの根回しによって業界から干され、現在ではひだりと二人三脚で細々と活動を続けている。しかし業界内でも彼に頭の上がらない人は多く、力を貸してくれる人も少なくない。
埠頭 みさき（ふとう みさき）
声：夏木田栄 / 水橋かおり
誕生日：2月9日 身長：162cm 3サイズ：B86/W60/H84 血液型：AB型
境と同じ大学に通う学友でオカルトに詳しい。境と同じく走馬の学園に教育実習にきている。弟が居たが幼い頃に亡くしており、走馬に弟の面影を感じて好意的に接することが多い。
謎の男 / 富士見不動（ふじみ ふどう）
声：一条和矢
流動の実の兄であり楓子とミサの幼馴染。プライド高くインテリ意識が強く他人を見下す物言いをするので弟とも意見が合わないが善人ではある。家業の不動産開発会社に勤務しミサの上司でもある。利に聡い性格のせいでミサに食って掛かられることも多い。楓子に思いを寄せているらしいが相手にされていない。
弟との兄弟仲はあまり良くはないが、誰の得にもならないホラを吹くなど、似たところの多い兄弟でもある。
モノッソイ・シガラヤキスキー
声：比留間京之介 / 小林範雄
八角橋商店街に雑貨店を構えるロシア人、モノ爺と呼ばれている。「盗品」と誤解されるほど種々雑多な商品を破格の安さで販売している反面、麒麟児などにはボッタクリ価格で売りつけることもある。
セン
声：海原エレナ
アフターストーリーで登場。体色が黒く毛並みも違うがコマと瓜二つの姿を持つ子犬。境の前に忽然と現れたらしいが拾ってきたのは走馬ということになっている。コマとは違い走馬にはたいへんよく懐いているが、境に対しては牙を剥くこともある。境ルートで正体が判明する。なお、性別は雌。
和泉 わかば（いずみ わかば）
声：原由実
誕生日：10月9日 身長：158cm 3サイズ：B87/W59/H86 血液型：B型
PlayStation Vita/PlayStation Portable版の追加ヒロイン。幼い頃に和泉家で走馬の実の両親を兄・姉のように慕って懐いていた。しかし彼らが駆け落ちしてしまい、それ以後、16年間も音信不通の状態だった。更に彼らが死去し、遺された走馬までもが消息不明になってしまったため、彼を探して八角橋へやってきた。走馬を見つけ、一条家を訪ねた後、勧められてしばらく一条家に滞在することになる。田舎で育ったお嬢様であるため世間の常識に疎く、普段着は和服。メイド服を着る事もある。料理（特に和食とお菓子作り）が得意。走馬より年上だが、彼を「走馬様」と呼んでいる。その理由は彼女が和泉の分家の血筋の出であり、走馬は本家の血筋を引いていたため。

## スタッフ
- 企画・監督：マイルドセブンスター
- キャラクターデザイン・原画：すめらぎ琥珀
- シナリオ：かずきふみ
- 音楽：一色由比 / I've Sound

## 主題歌

### もっと 姉、ちゃんとしようよっ!（主題歌）
主題歌「Crystal moment」
作詞・歌：KOTOKO / 作曲・編曲：C.G mix
挿入歌（咲坂ひだりキャラクターソング）「Brand New Memory」
歌：咲坂ひだり（理多） / 作詞・作曲・編曲：天道紅緒
エンディングテーマ「絆 〜endless days〜」
歌：桐島愛里 / 作詞：KOTOKO / 作曲・編曲：井内舞子

### もっと 姉、ちゃんとしようよっ! アフターストーリー（主題歌）
主題歌「* bloom *」
作詞・歌：KOTOKO / 作曲・編曲：井内舞子
エンディングテーマ「春風ダンス」
歌：茶太 / 作詞・作曲・編曲：天道紅緒

### もっと 姉、ちゃんとしようよっ! +PLUS（主題歌）
主題歌「Sunny Smile」
作詞・作曲・歌：薬師るり / 編曲：根本克則
エンディングテーマ「星空ダイアリー」
作詞・作曲・歌：薬師るり / 編曲：根本克則